# Jean-Paul Laurens
Jean-Paul Laurens (Fourquevaux, 28 de marzo de 1838 – París, 23 de marzo de  1921), pintor, escultor e ilustrador francés. Fue uno de los últimos exponentes del estilo Academicismo francés y de la pintura histórica. Sus trabajos por lo general eran basados en hechos históricos y religiosos, por los cuales quería expresar su anticlericalismo y su oposición a la monarquía. Adquirió reconocimiento con su pintura Le Pape Formose et Etienne VII (El Papa Formoso y Esteban VII) durante la exhibición del Salón de París organizada por la Academia de Bellas Artes en 1870. Su maestría técnica y erudición eran muy admiradas durante la Tercera República Francesa; se le nombraría caballero de la Legión de Honor en 1874, y consiguió gran popularidad con su exhibición durante la Exposición Universal de París en 1878, pero en años posteriores su técnica realista fue vista como demasiado académica.  

## Biografía

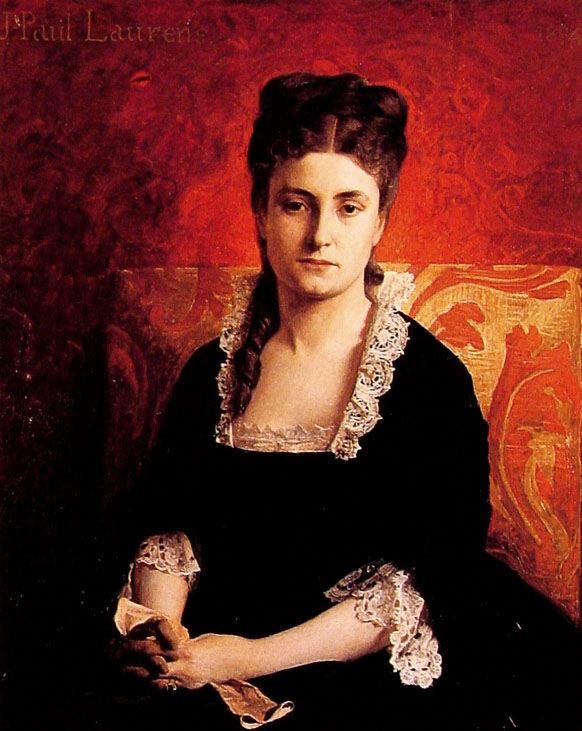
Jean-Paul Laurens "Porträtt av en kvinna" (1874). Musée du Petit Palais, Paris.

Estudió en la escuela de bellas artes de Toulouse en 1854. Adquirió una beca para estudiar en París donde conoció a Léon Cogniet en 1860. En el estudio de arte de Cogniet conoció a su futura esposa Madeleine Willemsens en 1869, con quien tendría dos hijos: Paul Albert Laurens (1870-1934) y Jean-Pierre Laurens (1875-1932).
Fue profesor de Rupert Charles Wulsten Bunny, John Collier, Ludwig Deutsch, Francois Flameng, Frederick Carl Frieseke, Thomas Cooper Gotch, William Samuel Horton, Lawton Silas Parker, Ella Ferris Pell, Maurice Brazil Prendergast, Louis Ritman, el chileno Alberto Valenzuela Llanos y los pintores venezolanos Emilio Boggio, Arturo Michelena, Cristóbal Rojas, Carlos Rivero Sanabria y Federico Brandt en la Académie Julian. Impulsaría a Michelena a presentar su obra «El niño enfermo» en el Salón de París, en 1887. 
Alcanzaría su mayor prestigio cuando fue llamado a reemplazar a Jean-Louis-Ernest Meissonier como miembro de la Academia de Bellas Artes (Francia) (Academie des beaux-arts) en 1891. Regresaría a Tolouse y tomaría la dirección de la escuela de bellas artes de esta ciudad en 1893.

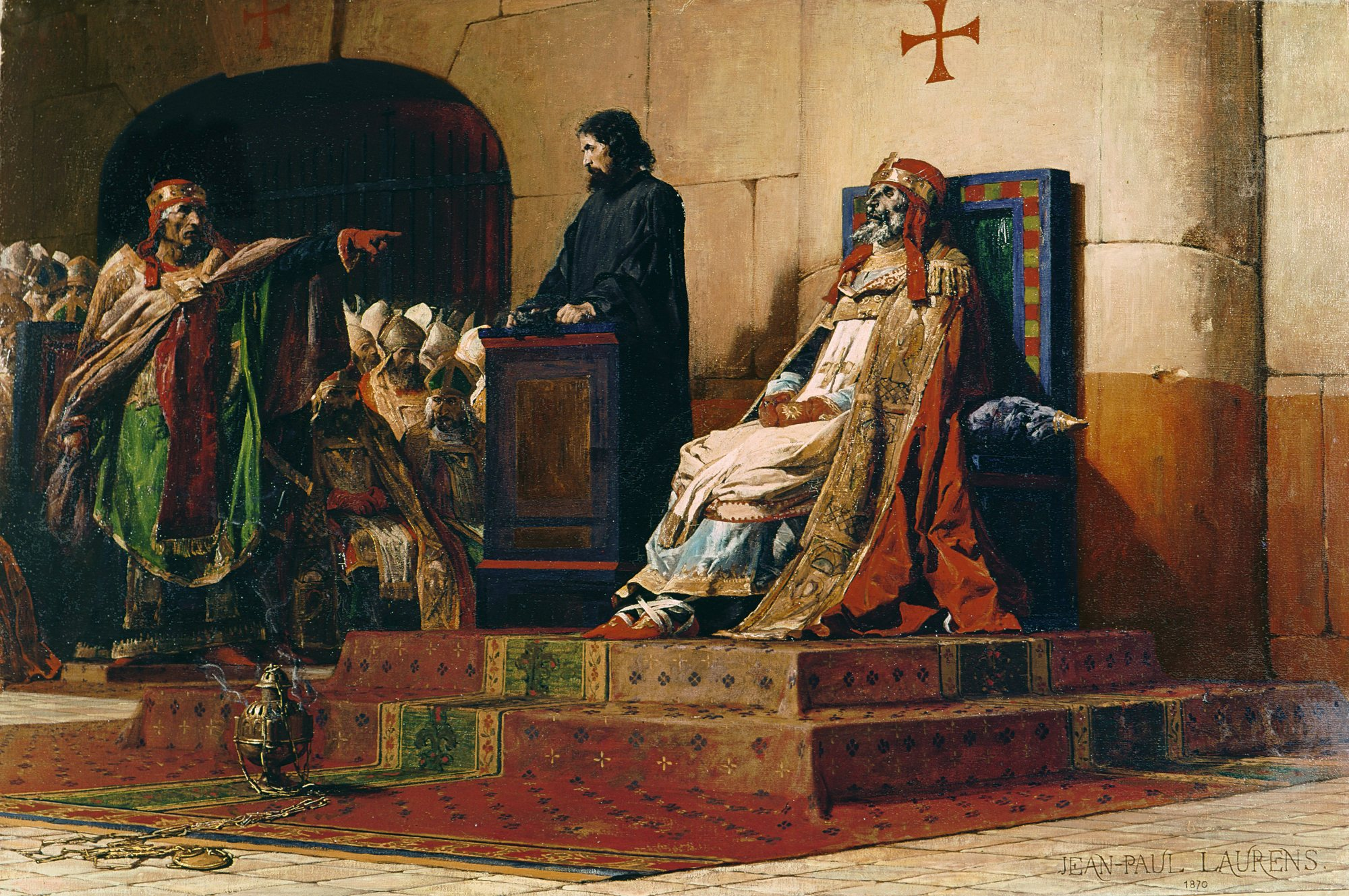
Representación del proceso al cadáver del papa Formoso por Esteban VII, pintado por Laurens en 1870.

Cuando fue reconocido como un gran artista por el gobierno de La Tercera República Francesa (Troisième Republique), obtuvo varios encargos del Estado. Su primer trabajo fue para la Municipalidad de París y, poco después, un mural para el Palacio de la Legión de Honor (1874-1876). Una serie sobre la vida de Santa Genoveva en el Panteón de París, Mort de sainte Geneviève (La muerte de Santa Genoveva); otro trabajo para el Capitolio de Toulouse en la Sala de los Ilustres. También algunas decoraciones para el teatro de l'Odéon (1887-1888). 
Fue también un notable ilustrador, principalmente por los dibujos que realizó para los Récits des temps mérovingiens (Recuerdos de los tiempos Merovingios) de Augustin Thierry. Muchos de sus diseños y dibujos fueron utilizados por los fabricantes de tapices de la manufacture des Gobelins (manufactura de los Gobelinos) en París. Obtuvo la Gran Cruz (Grand-croix) de la Legión de honor en 1900.
Laurens fue uno de los miembros fundadores de la Sociedad de Artistas Franceses en 1882, participó en la organización del Salón de París, en el cual se exhibieron varias de sus pinturas; sus últimos trabajos, «Los mineros» (1904) y «El desastre» (1905), fueron exhibidas en el Salón. 
Moriría en su estudio de París el 23 de marzo de 1921.